# Dimerkaprol
Dimerkaprol je léčivo používané při akutní otravě arsenem, rtutí, zlatem nebo olovem. Také může být podán při otravě antimonem, thalliem nebo bismutem, zde ovšem není tak účinný. Podává se injekcí do svalu.
Obvyklé vedlejší účinky zahrnují zvýšený krevní tlak, bolest na místě injekce, zvracení a horečku. Jeho použití není doporučováno lidem s alergií na arašídy. Není jisté, zda je jeho případné použití v těhotenství bezpečné pro plod.
Dimerkaprol funguje na principu vazby na atomy toxických kovů.
Poprvé byla tato látka použita během druhé světové války.

## Použití
Dimerkaprol byl dlouho nejdůležitějším léčivem při chelatační léčbě otravy arsenem a olovem a stále zůstává významným léčivým prostředkem. Jelikož má však výrazné nepříznivé účinky, byly také vyvinuty méně toxické látky.
Dimerkaprol je také protijedem vůči lewisitu a byl rovněž používán jako doplněk při léčbě akutní encefalopatie.

## Mechanismus účinku
Arsen a některé toxické kovy chemicky reagují s thiolovými skupinami v enzymech, čímž tvoří chelátový komplex který znemožňuje správnou funkci enzymu. Dimerkaprol naváže tyto prvky na své thiolové skupiny a následně je vyloučen z organismu.
Samotný dimerkaprol je toxický kvůli nízkému terapeutickému indexu a tendenci hromadit arsen v některých orgánech. Další nevýhody zahrnují nefrotoxicitu a zvýšení krevního tlaku. Je to potenciálně toxické léčivo a jeho použití může být spojeno s více různými vedlejšími účinky.
Dimerkaprol tvoří in vivo stabilní cheláty s mnoha dalšími kovy a polokovy jako jsou rtuť, antimon, bismut, kadmium, chrom, kobalt, zlato a nikl.